# حزب الشعب الليبرالي (السويد)
الليبراليون هو حزب السويد الليبرالي الاجتماعي. أسس الحزب عام 1934و يعتبر أحد اقدم الأحزاب الليبرالية في السويد. 
الليبراليون يمتلكون ماض طويل في مجال النضال من أجل حقوق الإنسان وحماية البيئة وكان الحزب الليبرالي أحد الأحزاب الصانعة والمطورة للديمقراطية في السويد. يركز الحزب اليوم بشكل رئيسي على سؤال التعليم وعلى إثر ذلك يحصل الحزب على نسبة جيدة من أصوات وثقة المعلمين والعاملين في المجال التعليمي. الليبراليون يؤيدون أيضا نظام دولة الرفاه الاجتماعي الذي يتضمن الرعاية الصحية الشاملة والمدارس المجانية ورعاية كبار السن.
الحزب ممثل في البرلمان السويدي و أغلب مجالس البلديات.  
المنظمة الشبابية للحزب هي Liberala Ungdomsförbundet و تعني «الشبيبة الليبرالية».